# نورونیمز
نورونِیمز (NeuroNames) یک مجموعه‌ای یک‌دست‌شده از نام‌ها و اصطلاحات ساختار مغز و طناب نخاعی چهار گونه جانوری است که بیش از دیگر گونه‌ها توسط دانشمندان عصب‌شناس مورد تحقیق قرار می‌گیرند. این چهار گونه عبارتند از: انسان، میمون‌های ماکاک، موش، و موش صحرایی.
هدف از تشکیل نورونیمز یک‌دست‌سازی نام‌ها و اصطلاحات و استانداردسازی تلفظ‌ها در این رشته است. نورونیمز در حال حاضر ۲۵۰۰ مدخل دارد.
نورونیمز توسط دانشگاه واشینگتن تهیه شده و به‌روزسازی می‌شود و از فهرست‌های اصلی در ابزاری است به نام «برین‌اینفو» (BrainInfo). «برین‌اینفو» ابزاری رایانه‌ای برای بررسی ساختار مغز و جستجو در اجزای آن است. این اطلاعات توسط ۱۶ هزار کلمه مترادف در هشت زبان قابل جستجو است.